# Ghetto di Salerno

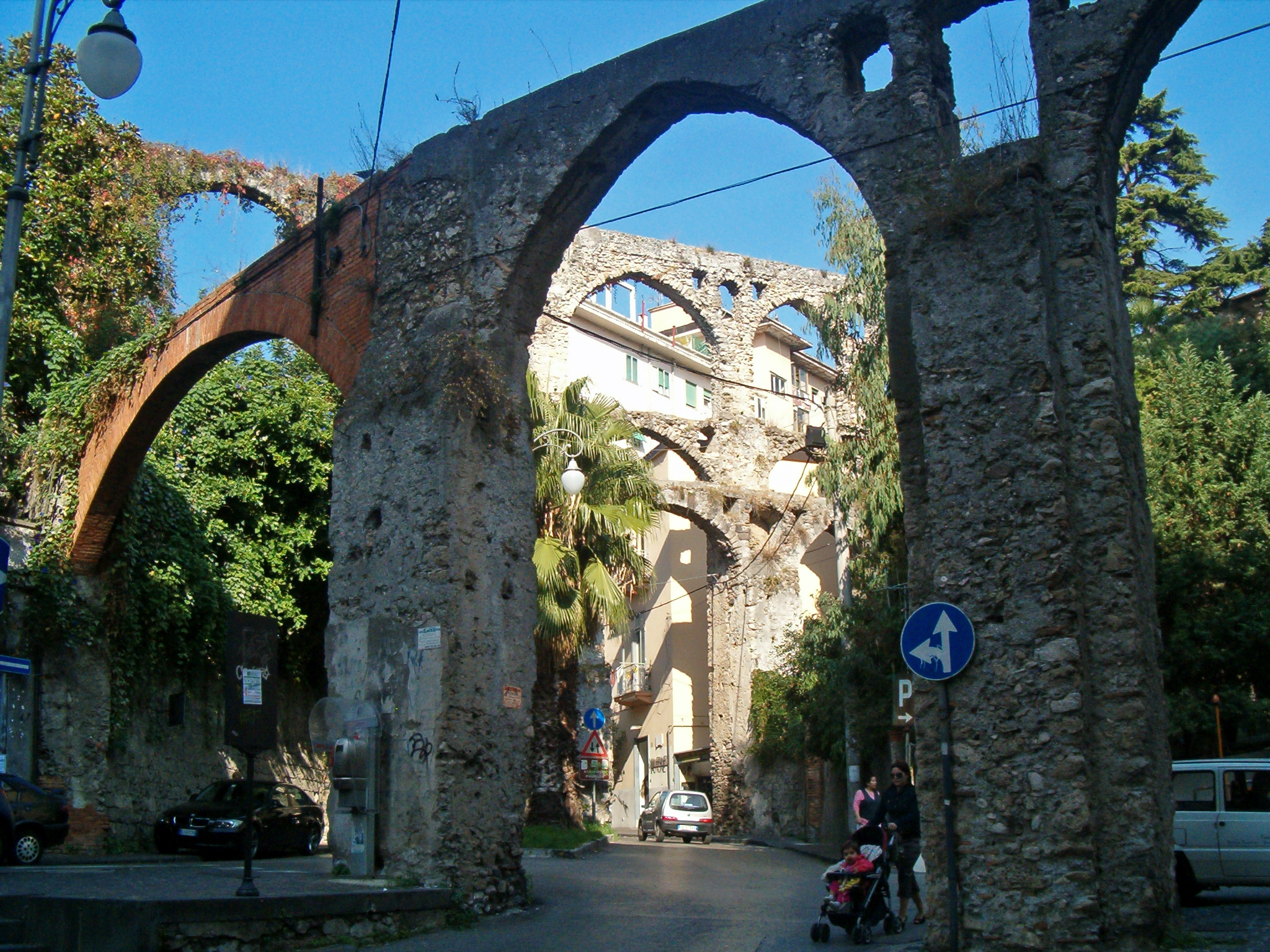
L'acquedotto medioevale di Salerno, dove l'ebreo di Salerno "Elinus" si incontró con altri tre illustri personaggi ed insieme crearono la Scuola medica salernitana, secondo una leggenda

Il Ghetto di Salerno fu creato, per una consistente comunità ebrea, intorno all'anno mille e durò alcuni secoli.

## Storia
La prima documentazione che attesta un insediamento importante in questo ghetto, inizia nel X secolo nella Salerno longobarda.
Il quartiere ebraico sorgeva vicino al mare, tra le Mura di Salerno e l'antemurale, ed intorno a quella che oggi viene chiamata “Vía della Giudecca”. Gli ebrei che ci vivevano affittavano dalle chiese vicine sia le case che i terreni su cui costruivano le proprie abitazioni.
Alla fine del X secolo la comunità ebbe un notevole sviluppo (raggiungendo successivamente circa mille membri ai tempi di Guaimaro IV e suo figlio Aginulfo) ed iniziò ad insediarsi al di fuori delle vecchie mura longobarde in modo tale da gestire meglio i propri affari e per dare un'identità più precisa alla propria comunità.
Essendo ben inserita nella città di Salerno, la comunità ebraica offrì esponenti di rilievo alla Scuola Medica Salernitana mentre dal punto di economico erano dediti alla tintura delle stoffe e al commercio via mare.
Agli inizi del periodo angioino, Salerno ospitò il “Terzo Mosè” (dopo quello biblico e Mosè Maimonide): Mosè ben Shelomoh, nome importantissimo per quanto riguarda la cultura ebraica, che lavorò come medico della famosa Scuola medica salernitana e traduttore. Nel 1963 fu ritrovata nei pressi della chiesa di Santa Lucia una lapide sepolcrale dedicata a Shelomoh, deceduto nel 1279.
Nel 1266 arrivarono gli Angioini che incominciarono a pressare gli ebrei affinché si convertissero alla fede cattolica. Questo fine fu raggiunto anche grazie all'offerta di premi come l'esenzione dalle tasse. Comunque gli Angioini si mostrarono man mano tolleranti sia per chi non aveva abbandonato la propria fede sia per chi voleva convertirsi alla religione dei propri padri.
Con l'arrivo dei Francesi nel 1495, gli ebrei furono perseguitati per la prima volta, mentre Carlo V nel 1541 mise la parola fine alla presenza ebraica a Salerno ed in Campania.